# Jassy (Qoradaryo)
Der Jassy (kirgisisch Жазы Dschasy; russisch Яссы) ist ein bedeutender rechter Nebenfluss des Kara-Daryja in Kirgisistan.
Der Jassy entspringt am Südhang des Ferghanagebirges. Er fließt entlang der Südflanke des Gebirgszugs in westlicher Richtung. Später wendet er sich nach Südwesten und verlässt das Bergland. Im Ferghanatal wendet er sich erneut nach Westen, fließt nördlich an der Stadt Ösgön vorbei und mündet schließlich in eine nördliche Bucht des vom Kara-Daryja durchflossenen Andijonstausees. Der Fluss hat eine Länge von 122 km. Er entwässert ein Areal von 2620 km². Der mittlere Abfluss beträgt 34,8 m³/s.